# 몽골어 위키백과

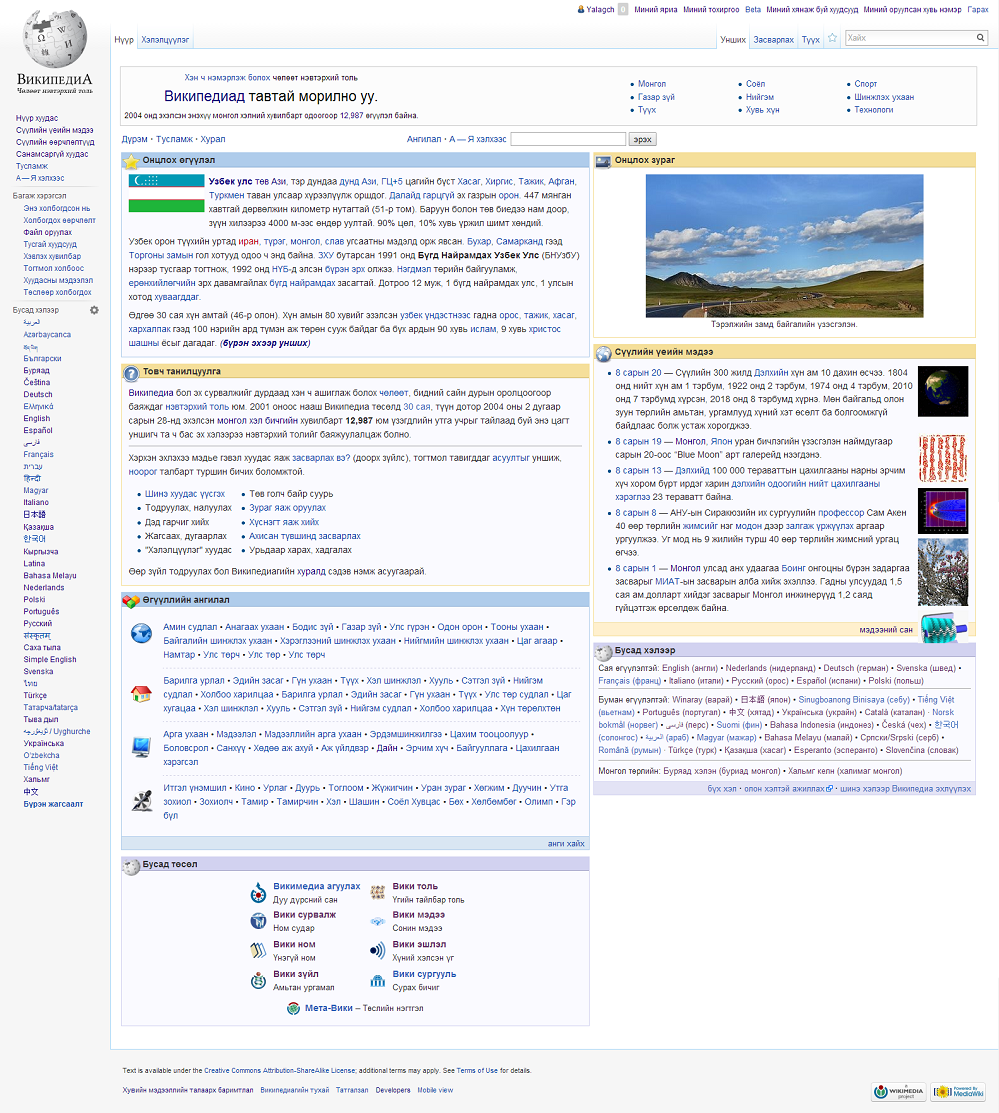

몽골어 위키백과는 몽골어로 된 위키백과로, 2008년 10월 현재 1,831개의 문서가 있다. 기호는 mn이다. 키릴 문자로만 표기되며, 몽골 문자로는 표기되지 않는다. 이는 몽골 문자가 세로쓰기여서 위키백과에서 전산상으로 몽골 문자를 표현하기 어렵기도 하고, 몽골 문자가 쓰이는 지역인 중화인민공화국이 인터넷 검열로 차단되어 있어서이다.